# 大川学園高等学校
大川学園高等学校（おおかわがくえんこうとうがっこう）は、埼玉県飯能市仲町に所在する私立高等学校。同校の設置者は学校法人大川学園。

## 設置教育組織
- 単位制・通信制
  - 普通科／福祉科（技能連携(全日)コース）
  - 普通科（一般(通信)コース）

## 沿革
- 2005年（平成17年） - 大川学園高等学校開校

## 部活動
運動部
- ソフトテニス部
- バスケットボール部
- 剣道部
- 野球部

文化部
- ボランティア部
- 書道部
- 美術部
- 軽音楽部

## 交通
- JR八高線東飯能駅西口より徒歩7分、スクールバスで3分
- 西武池袋線飯能駅北口より徒歩2分（消防署前）